# 蘭熱韋
46°44′41″N 31°4′38″E / 46.74472°N 31.07722°E
蘭熱韋（烏克蘭語：Ранжеве）是位於烏克蘭西南部的村莊，由敖德萨州敖德萨区的維濟爾卡市鎮負責管轄。該村始建於1921年，面積0.86平方公里，海拔高度33米，2001年人口72，人口密度每平方公里83.72人。